# Xã Monitor, Michigan
Xã Monitor (tiếng Anh: Monitor Township) là một xã thuộc quận Bay, tiểu bang Michigan, Hoa Kỳ. Năm 2010, dân số của xã này là 10.735 người.